# Roy Gulwak
Roy Gulwak (Giuba, 5 luglio 1986) è un calciatore sudsudanese, portiere dell'Atlabara.

## Carriera

### Club
Nel 2008 gioca all'Al-Hilal. Nel 2009 si trasferisce al Khartoum 3. Nel 2011 passa al Kator. Nel 2012 viene acquistato dal Dedebit. Nel 2014 si trasferisce all'Atlabara.

### Nazionale
Il 28 maggio 2009 debutta con la Nazionale del Sudan, in Tunisia-Sudan. Dal 2012 gioca per la Nazionale del Sudan del Sud.

## Palmarès

### Club

#### Competizioni nazionali
- Campionato etiope di calcio: 1

Dedebit Addis Abeba: 2012-2013